# 梁懷仁
梁懷仁（1510年—1532年），字宅之，號學泉，福建晋江人，明朝政治人物，進士出身。

## 生平
宋朝狀元梁克家後裔。九歲喪父。自小天赋异禀，人称神童。周岁识字，三岁诵书，四岁善草书吟诗，经史子集无不能读。嘉靖四年（1525年）中乙酉科福建乡试第六十四名，年仅十六歲。嘉靖八年（1529年）登己丑科进士，奉命归里娶妻。梁懷仁的文章翰墨，被他人视为珍宝。后授官南京吏部验封司主事。然而天不假年，二十三岁即卒。著有《国朝功臣年表》、《讀史日抄》等书。

## 家族
曾祖梁隆，祖父梁武榮，父梁黼。母莊氏。重庆下。弟懷義、懷禮、懷智。